# Arabella Steinbacher

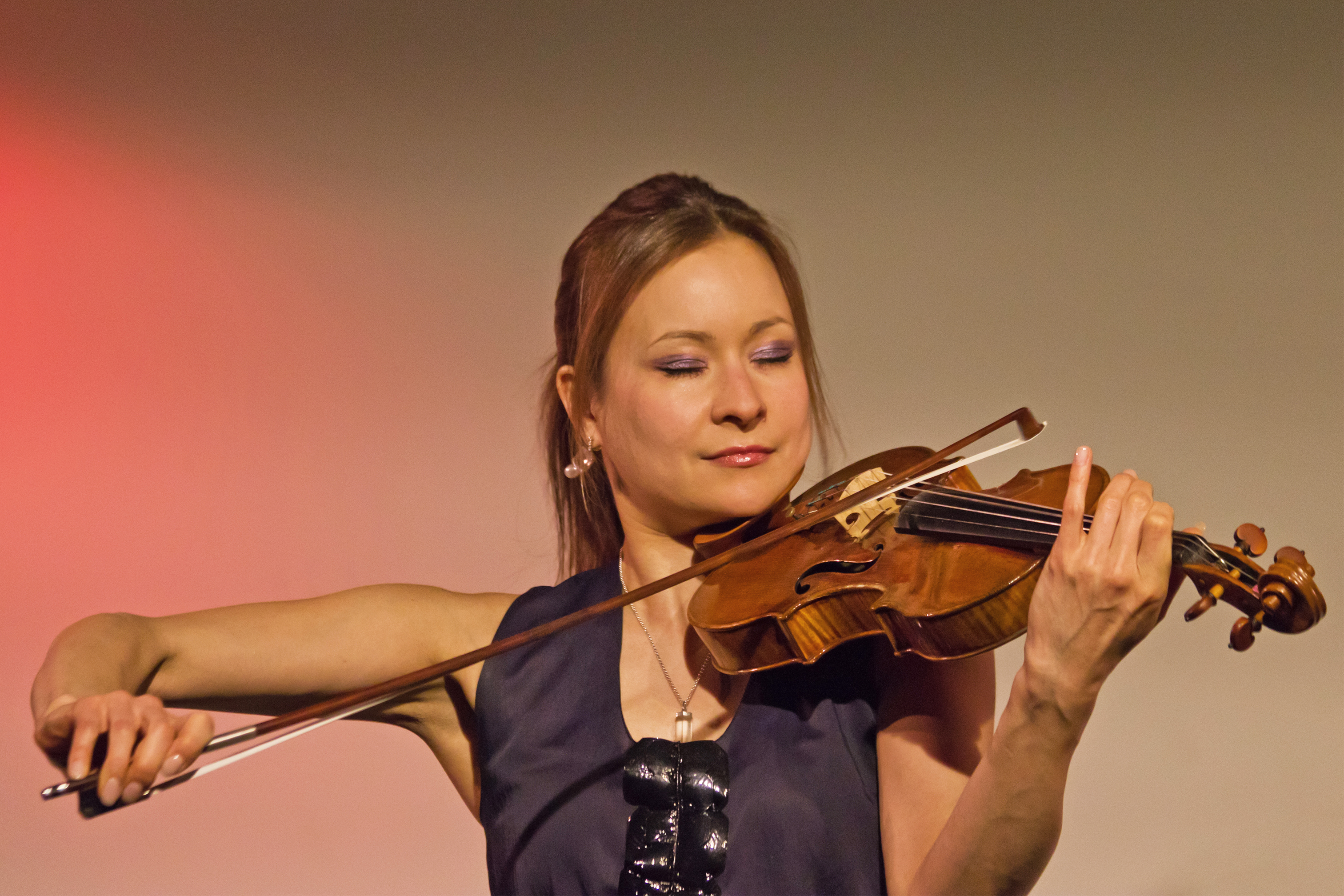
Arabella Steinbacher (2014)

Arabella Steinbacher (* 14. November 1981 in München) ist eine deutsche Violinistin.

## Biografie
Steinbacher wurde in München als Tochter einer Japanerin und des Musikprofessors Alexander Steinbacher geboren. Im Alter von drei Jahren bekam sie Geigenunterricht; mit neun Jahren erhielt sie ein Stipendium an der Hochschule für Musik München bei Ana Chumachenco, die ihr außergewöhnliches Talent erkannte und förderte. Steinbacher traf Ivry Gitlis in Paris, dem sie viele musikalische Anregungen verdankt, und nahm an Meisterkursen von Dorothy DeLay und Kurt Sassmannshaus in Aspen, Colorado teil.
Im Jahr 2003 trat sie mit dem Dirigenten Wladimir Fedossejew in Moskau zum 100. Geburtstag von Aram Chatschaturjan auf. Steinbachers Debüt mit dem Chicago Symphony Orchestra unter Christoph von Dohnányi fand im November 2007 statt (Sibelius-Konzert). Die Zusammenarbeit mit von Dohnányi erstreckte sich auch in das Folgejahr hinein. Im Eröffnungskonzert des Schleswig-Holstein Musik Festivals 2008 interpretierte sie mit dem NDR-Sinfonieorchester das Violinkonzert von Johannes Brahms.
Im April 2011 gab sie ihr Debüt in der New Yorker Carnegie Hall.
Steinbacher spielte bis 2021 die im Jahr 1716 gebaute Stradivari „Booth“, die ihr seit 2006 von der Nippon Music Foundation leihweise zur Verfügung gestellt wurde. Sie hat das absolute Gehör.
Im April 2023 spielte Arabella Steinbacher im Sydney Opera House die Uraufführung des für sie geschriebenen Violinkonzerts „… to beam in distant heavens …“ von Georges Lentz.

## Preise/Auszeichnungen
- 2000 – Joseph-Joachim-Violinwettbewerb Hannover
- 2001 – Förderpreis des Freistaates Bayern
- 2001 – Stipendiatin im Freundeskreis der Anne-Sophie-Mutter-Stiftung
- 2005 – Preis der deutschen Schallplattenkritik, Bestenliste IV/2005, für die CD mit den Milhaud-Konzerten
- 2007 – Preis der deutschen Schallplattenkritik, Bestenliste I/2007, für die CD mit den Schostakowitsch-Konzerten
- 2007 – Choc – Le Monde de la musique für die CD mit den Schostakowitsch-Konzerten
- 2007 – ECHO-Klassik-Preis als beste Nachwuchskünstlerin für die CD „Violino Latino“
- 2009 – Preis der deutschen Schallplattenkritik, Bestenliste III/2009, für die CD mit Alban-Berg- und Beethoven-Kompositionen
- 2009 – Gramophone Editor’s Choice für die CD mit Dvořák und Szymanowski
- 2010 – Gramophone Editor’s Choice für die CD mit den Bartók-Konzerten
- 2010 – ECHO Klassik-Preis für die beste Konzerteinspielung des Jahres für die CD mit Dvořák- und Szymanowski-Kompositionen

## Aufnahmen
Im Zeitraum 2004 bis 2009 hat Steinbacher sechs CDs für das Label Orfeo aufgenommen. Seit Mitte 2009 steht sie bei dem Label Pentatone unter Vertrag.
- 2004 – Aram Chatschaturjan: Konzert für Violine und Orchester, Konzert für Violoncello und Orchester; mit Daniel Müller-Schott, Violoncello, City of Birmingham Symphony Orchestra, Sakari Oramo
- 2005 – Darius Milhaud: Violinkonzert Nr. 1 und Nr. 2, Concertino; Münchner Rundfunkorchester, Pinchas Steinberg
- 2006 – Violino Latino mit Werken von Astor Piazzolla, Darius Milhaud, Fritz Kreisler und weiteren Komponisten; Peter von Wienhardt, Piano
- 2006 – Dmitri Schostakowitsch: Violinkonzerte Nr. 1 & 2; Symphonieorchester des Bayerischen Rundfunks, Andris Nelsons
- 2007 – Francis Poulenc, Gabriel Fauré, Maurice Ravel: Violinsonaten; mit Robert Kulek, Piano
- 2009 – Ludwig van Beethoven, Alban Berg: Violinkonzerte; WDR Sinfonieorchester Köln, Andris Nelsons
- 2009 – Antonín Dvořák: Violinkonzert a-Moll, Romanze f-Moll, Karol Szymanowski: Violinkonzert Nr. 1; Rundfunk-Sinfonieorchester Berlin, Marek Janowski
- 2010 – Béla Bartók: Violinkonzerte Nr. 1 (Sz. 36) und Nr. 2 (Sz. 112): Orchestre de la Suisse Romande, Marek Janowski
- 2011 – Johannes Brahms: Violinkonzert D-Dur op. 77; Wiener Symphoniker, Fabio Luisi
- 2011 – Johannes Brahms: Sämtliche Werke für Violine und Klavier; mit Robert Kulek
- 2012 – Sergei Prokofjew: Violinkonzerte D-Dur und g-Moll, Solosonate für Violine; Russisches Nationalorchester, Wassili Petrenko
- 2013 – Erich Wolfgang Korngold: Violinkonzert D-Dur op. 25, Ernest Chausson: Poème op. 25, Max Bruch: Violinkonzert g-Moll op. 26, Orquestra Gulbenkian Lisboa, Lawrence Foster
- 2014 – Wolfgang Amadeus Mozart: Violinkonzerte KV 216, 218 und 219; Festival Strings Lucerne
- 2014 – César Franck, Richard Strauss: Violinsonaten; mit Robert Kulek, Piano
- 2015 – Felix Mendelssohn Bartholdy: Violinkonzert op. 64, Peter Tschaikowski: Violinkonzert op. 35; Orchestre de la Suisse Romande, Charles Dutoit
- 2016 – Fantasies by Arabella Steinbacher: Rhapsodies & Daydreams. Camille Saint-Saëns, Maurice Ravel, Ralph Vaughan Williams, Pablo de Sarasate, Jules Massenet
- 2017 – Benjamin Britten & Paul Hindemith: Violin Concertos; Arabella Steinbacher, Rundfunk-Sinfonieorchester Berlin, Vladimir Jurowski
- 2018 – Richard Strauss: Violin Concerto | Miniatures; Arabella Steinbacher, Lawrence Foster, WDR Symphony Orchestra Cologne
- 2021 – Wolfgang Amadeus Mozart: Violinkonzerte KV 207, 211, Rondo KV 269, 373 und Andante KV 261; Festival Strings Lucerne
- 2023 – Johann Sebastian Bach und Arvo Pärt: Werke für Violine und Kammerorchester, Christoph Koncz, Stuttgarter Kammerorchester